# Vinzenz Malik

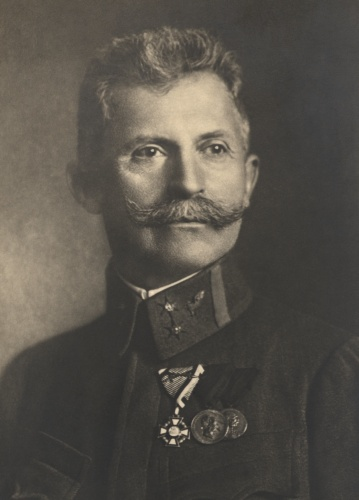
Vinzenz Malik

Vinzenz Malik (* 2. Dezember 1854 in Iglau, Mähren; † 29. Jänner 1924 in Wien) war ein österreichischer Politiker der Deutschen Volkspartei und später der Alldeutschen Vereinigung. Er war von 1901 bis 1918 Abgeordneter zum österreichischen Reichsrat und 1918/19 Mitglied der Provisorischen Nationalversammlung für Deutschösterreich.

## Ausbildung und Beruf
Nach dem Besuch der Volksschule ging Malik an ein Gymnasium. 1872 trat er in die Armee ein, danach besuchte er bis 1876 die Kadettenschule in Brünn. Er wurde 1877 zum Leutnant ernannt und nahm im Jahr darauf am Bosnienfeldzug teil, wo er sich durch seine Tapferkeit im Gefecht von Kosna auszeichnete. Anschließend war er mit seinem Bataillon zwei Jahre im besetzten Bosnien bzw. im Sandschak von Novi Pazar stationiert. 1881 stieg er zum Oberleutnant auf. Durch seine Heirat mit Nora Lendvay im Jahr 1883 wurde er finanziell unabhängig. Im selben Jahr schied er aus dem aktiven Militärdienst aus, blieb aber Reserveoffizier.
Er unternahm ausgedehnte Reisen in Europa und nach Südamerika, bis er sich 1887 als Privatier in Görz niederließ. Anfang der 1890er-Jahre kaufte er das Weingut Haselbrunn am Kogelberg in Leibnitz, das er nach dem Ende des Ersten Weltkriegs entweder wieder verkaufte oder durch Versteigerung verlor. Als Obmann-Stellvertreter des alldeutschen Wählerverbands in seinem Bezirk lud Malik 1899 Karl Hermann Wolf, damals nach Georg von Schönerer die „Nummer zwei“ der Alldeutschen Bewegung, nach Leibnitz ein, der dort eine aufrührerische Rede gegen die Regierung und ihre Sprachenpolitik hielt. Gegen Malik wurde daraufhin ein Untersuchungsverfahren wegen Hochverrats sowie ein Ehrenverfahren des Offizierskorps eingeleitet, dessen Ergebnis er zuvorkam, indem er selbst seine Charge als Oberleutnant der Reserve niederlegte.
Ab 1912 besaß er eine Automobil-Fahrschule in Wien-Landstraße. Am Ersten Weltkrieg nahm er als Freiwilliger im Automobilkorps teil. Von 1915 bis Jänner 1918 war er in russischer Kriegsgefangenschaft. Im März 1918 wurde ihm die Charge als Oberleutnant wiederverliehen.
Vinzenz Malik war der Onkel des Schriftstellers Karl Hans Strobl, der während der NS-Zeit Landesleiter der Reichsschrifttumskammer war.

## Politische Funktionen und Mandate
- 1901–1918: Abgeordneter des Abgeordnetenhauses im Reichsrat (X., XI. und XII. Legislaturperiode), Wahlbezirk Steiermark 10, ab Oktober 1901 Alldeutsche Vereinigung
- 21. Oktober 1918 bis 16. Februar 1919: Mitglied der Provisorischen Nationalversammlung, DnP
- Vorstandsmitglied der Filiale Leibnitz der landwirtschaftlichen Genossenschaft